# 威視電影
威視股份有限公司（簡稱威視、威視電影）（Vie Vision Pictures Co., Ltd.），是一間以台灣為基地的文化創意產業電影發行商公司，成立於2006年12月11日，為威秀影城與美麗新娛樂投資的公司，主要業務為電影影視相關發行與行銷宣傳。

## 電影行銷發行作品
| 年份 | 片名                                                                                                 | 導演                                          | 主演 |
| ---- | --- | --------------------------------------------- | --- |
| 2011 | 《賽德克·巴萊：太陽旗》 《賽德克·巴萊：彩虹橋》 （Seediq Bale）                                      | 魏德聖                                        | 林慶台、游大慶、馬志翔、溫嵐、徐若瑄、羅美玲、安藤政信                                                                                          |
| 2011 | 《陰地》 （Ladda Land）                                                                              | 索分沙達菲斯                                  | 琵雅妲沃拉慕斯、薩哈拉桑卡布里查 |
| 2012 | 《舞力全開4 3D》 （Step Up: Revolution）                                                             | Scott Speer                                   | 瑞安·古兹曼、凱薩琳·麥康梅、米夏·蓋布爾 |
| 2012 | 《候鳥來的季節》 （Stilt）                                                                           | 蔡銀娟                                        | 溫昇豪、 白歆惠、 莊凱勛 |
| 2013 | 《志氣》 （Step Back to Glory）                                                                      | 張柏瑞                                        | 郭書瑤、莊凱勛、楊千霈 |
| 2013 | 《淒厲人妻》 （Pee Mak）                                                                             | 班莊比辛達拿剛                                | 馬力歐慕瑞、黛薇卡霍內 |
| 2014 | 《KANO》                                                                                             | 馬志翔                                        | 永瀨正敏、曹佑寧、坂井真紀、伊川東吾、大澤隆夫                                                                                                  |
| 2014 | 《等一個人咖啡》 （Café·Waiting·Love）                                                               | 江金霖                                        | 賴雅妍、宋芸樺、布魯斯、張立昂、藍心湄、李㼈、洪言翔、周慧敏、陳語安、鄭志偉、九孔、許時豪                                                      |
| 2015 | 《紅衣小女孩》 （The Tag-Along）                                                                     | 程偉豪                                        | 許瑋甯、黃河、劉引商、張柏舟、黃詩琪 |
| 2015 | 《獵巫行動：大滅絕》 （The Last Witch Hunter）                                                       | 布雷克·艾斯納                                 | 馮·迪索 |
| 2015 | 《百日告別》 （Zinnia Flower）                                                                       | 林書宇                                        | 石頭、林嘉欣、馬志翔 |
| 2016 | 《樓下的房客》 （The Tenants Downstairs）                                                            | 崔震東                                        | 任達華、邵雨薇、莊凱勛、李康生、 李杏、游安順、侯彥西、何潔柔、森竣、周孝安                                                                     |
| 2016 | 《再見瓦城》 （The Road to Mandalay）                                                                | 趙德胤                                        | 柯震東、吳可熙 |
| 2017 | 《52赫茲我愛你》 （52Hz, I Love You）                                                                | 魏德聖                                        | 小玉、舒米恩、米非、莊鵑瑛、張榕容、李千娜、林慶台、趙詠華、鄭暐達、孫睿、范逸臣、馬念先、民雄、應蔚民、田中千繪、林曉培 安乙蕎、馬如龍、沛小嵐 |
| 2017 | 《捍衛任務2：殺神回歸》 （John Wick Chapter 2）                                                      | 查德史塔赫斯基                                | 基努李維、勞倫斯費許朋 |
| 2017 | 《目擊者》 （Who Killed Cock Robin）                                                                 | 程偉豪                                        | 莊凱勛、柯佳嬿、李銘順、陳彥允、許瑋甯、李淳、張昌緬、鄭志偉                                                                                    |
| 2017 | 《報告老師！怪怪怪怪物！》 （mon mon mon MONSTERS）                                                  | 九把刀                                        | 鄧育凱、蔡凡熙、劉奕兒、陳珮騏、賴浚程、陶柏萌、梁洳瑄、林姵妡                                                                                  |
| 2017 | 《紅衣小女孩2》 （The Tag-Along 2）                                                                  | 程偉豪                                        | 楊丞琳、許瑋甯、黃河、高慧君、龍劭華 |
| 2017 | 《血觀音》 （The Bold, the Corrupt, and the Beautiful）                                              | 楊雅喆                                        | 惠英紅、吳可熙、文淇 |
| 2018 | 《人面魚：紅衣小女孩外傳》 （The Devil Fish）                                                        | 莊絢維                                        | 徐若瑄、鄭人碩、張書偉、吳至璿 |
| 2018 | 《花甲大人轉男孩》 （Back to the Good Times）                                                        | 瞿友寧                                        | 盧廣仲、嚴正嵐、蔡振南、龍劭華 |
| 2019 | 《限時好友》 （Friend Zone）                                                                         | 查揚諾.布普拉寇                               | 平采娜.樂維瑟派布恩、Naphat Siangsomboon |
| 2019 | 《老大人》 （Dad's Suit）                                                                            | 洪伯豪                                        | 小戽斗、喜翔、黃嘉千、曹晏豪、李友珊 |
| 2019 | 《捍衛任務3：全面開戰》 （John Wick: Chapter 3 – Parabellum）                                        | 查德.史塔赫斯基                               | 基努.李維、荷莉.貝瑞、伊恩.麥克夏恩、藍斯.瑞迪克、勞倫斯.費許朋、馬克.德可斯可                                                                  |
| 2019 | 《極惡對決》 （The Gangster, The Cop, The Devil）                                                    | 李元泰                                        | 馬東石、金武烈 |
| 2019 | 《陪你很久很久》 （Stand By Me）                                                                     | 賴孟傑                                        | 李淳、邵雨薇、蔡瑞雪、宋柏緯 |
| 2020 | 《孤味》 （Little Big Women）                                                                        | 許承傑                                        | 陳淑芳、謝盈萱 、徐若瑄、孫可芳、丁寧、陳姸霏                                                                                                   |
| 2020 | 《角落小夥伴電影版：魔法繪本裡的新朋友》 （Sumikkogurashi : Good to be in the corner）               | 萬九                                          | 井之原快彥、本上真奈美、賈靜雯配音 |
| 2021 | 《2gether電影版：只因我們天生一對》 （2gether THE MOVIE）                                            | 維拉奇通吉拉 巴卡夫·阿福努婆法奈克 卡尼薩坤宇 | 瓦奇拉維特·奇瓦雷(Bright) 梅塔文·歐帕西安卡瓊(Win)                                                                                              |
| 2021 | 《緝魂》 （The Soul）                                                                                | 程偉豪                                        | 張震、張鈞甯、林暉閔、李銘順、古斌 |
| 2021 | 《角頭—浪流連》 （The last stray）                                                                   | 姜瑞智                                        | 鄭人碩、謝欣穎、柯叔元、曾莞婷、高捷 |
| 2022 | 《素還真》 （DEMIGOD: The Legend Begins）                                                            | 黃強華                                        | 黃文擇 |
| 2022 | 《罪後真相》 （The Post-Truth World.）                                                               | 陳奕甫                                        | 張孝全、陳昊森、方郁婷、鍾瑶、安心亞 |
| 2022 | 《角落小夥伴電影版：藍色月夜的魔法之子》 （Sumikkogurashi: The Little Wizard in the Blue Moonlight） | 大森貴弘                                      | 井之原快彥、本上真奈美、賈靜雯、Angel Sun配音                                                                                                   |
| 2023 | 《我的婆婆怎麼把OO搞丟了》 （U Motherbaker – The Movie）                                             | 鄧安寧                                        | 鍾欣凌、黃姵嘉、許傑輝、張書偉、邱凱偉、王少偉、楊銘威、蘇晏霈、林筳諭                                                                          |
| 2023 | 《關於我和鬼變成家人的那件事》 （Marry My Dead Body）                                                | 程偉豪                                        | 許光漢、林柏宏、王淨、蔡振南、王滿嬌、庹宗華、馬念先                                                                                            |
| 2023 | 《本日公休》 （Day Off）                                                                             | 傅天余                                        | 陸小芬、傅孟柏、陳庭妮、施名帥、方志友 |
| 2023 | 《屍禁》 （Sewu Dino）                                                                               | 齊莫史坦波                                    | 咪卡譚巴勇、里歐迪萬托 |
| 2024 | 《鬼聲泣》 （Death Whisperer）                                                                       | 塔偉華温泰                                    | 納得克庫吉米亞、潔莉爾查卡本、拉塔娃蒂婉通 |
| 2024 | 《莎莉》 （Salli）                                                                                   | 練建宏                                        | 劉品言、林柏宏、李英宏 |
| 2024 | 《我在這裡等你》 （A Balloon's Landing）                                                             | 鄧依涵                                        | 范少勳、劉俊謙 |
| 2024 | 《我想和你在一起》 （Love Beside Me）                                                                | 蔡旻樺、胡皓翔                                | 林映彤、涂善存、黃宏軒、席惟倫 |
| 2024 | 《角落小夥伴電影版:奇幻的玩具工廠》 （Sumikkogurashi: The Patched-Up Toy Factory in the Woods）      | 作田ハズム                                    | 本上真奈美 |
| 2024 | 《夏日的檸檬草》 （I am the secret in your heart）                                                   | 賴孟傑                                        | 李沐、曹佑寧、婁峻碩 |
| 2024 | 《角頭—大橋頭》 （Gatao：Like father like son）                                                      | 姜瑞智、姚宏易                                | 蔡振南、龍天翔、喜翔、高捷、太保、王識賢、王陽明、張懷秋、施名帥、鄭人碩、孫鵬、夏靖庭                                                          |
| 2025 | 《夏日的最後秘密》 （Summer Blue Hour）                                                              | 邱晧洲                                        | 施柏宇、程予希、林子閎 |
| 2025 | 《搜查瑠公圳》 （Where The River Flows）                                                             | 賴俊羽                                        | 朱軒洋、吳卓源、張世、姚淳耀、朱栢康 |
| 2025 | 《山忌 黃衣小飛俠》 （Haunted Mountains The Yellow Taboo）                                           | 蔡佳穎                                        | 劉以豪、袁澧林、曹佑寧、陳如山、陳孝萱 |
| 2025 | 《角頭—鬥陣欸》 （Gatao：Big Brother）                                                               | 姚宏易、姜瑞智                                | 高捷、蔡振南、太保、喜翔、龍天翔、崔浩然、王識賢、夏靖庭、孫鵬、黃騰浩、張懷秋、黃尚禾、鄭人碩                                                  |